# Hejiayan (köpinghuvudort i Kina, Shaanxi, lat 33,26, long 106,33)
Hejiayan är en köpinghuvudort i Kina. Den ligger i provinsen Shaanxi, i den nordvästra delen av landet, omkring 260 kilometer sydväst om provinshuvudstaden Xi'an. Antalet invånare är 4 550. Befolkningen består av 1 919 kvinnor och 2 631 män. Barn under 15 år utgör 13,0 %, vuxna 15-64 år 77 %, och äldre över 65 år 9,0 %.
Runt Hejiayan är det ganska tätbefolkat, med 86 invånare per kvadratkilometer. Närmaste större samhälle är Xiakouyi, 9,3 km sydost om Hejiayan. I omgivningarna runt Hejiayan växer i huvudsak blandskog.
Genomsnittlig årsnederbörd är 1 059 millimeter. Den regnigaste månaden är juli, med i genomsnitt 243 mm nederbörd, och den torraste är december, med 2 mm nederbörd.